# Kazuya Yuasa
Kazuya Yuasa (湯浅和也 Yuasa Kazuya?) (10 de agosto de 1982) es un luchador profesional japonés, más conocido por sus nombres artísticos GAINA y Shisao.
Yuasa es conocido por su trabajo en Michinoku Pro Wrestling y Osaka Pro Wrestling, donde ha permanecido varios años. 

## Carrera

### Michinoku Pro Wrestling (1999-2006)
Yuasa, quien fue traído a Michinoku Pro Wrestling por Jinsei Shinzaki, fue uno de los primeros aprendices del dōjō de la empresa, y uno de los más prometedores con el paso del tiempo. Al poco de su debut tuvo un feudo con Minoru Fujita.
En diciembre de 2004, Yuasa adoptó el nombre de GAINA y el gimmick de una estrella del rock, vistiendo con mallas verde oscuro y tiñendo su pelo del mismo color.

## En lucha
- Movimientos finales
  - Naruto Kaikyo[2] (Discus high-impact lariat)
  - Shisa Bomb[2] / Last Ride[3] (Elevated powerbomb)[2]
  - Southern Cross[2] (Straight jacket sitout powerbomb)
  - Gokuraku-Gatame[3] (Straight jacket camel clutch) - 2006; adoptado de Jinsei Shinzaki
  - Diving elbow drop[3]

- Movimientos de firma
  - GAINA Cutter[2] (Vertical suplex cutter)
  - Mekhi Sweep[4] (Fisherman suplex slam)
  - X-Closer[5] (Reverse sharpshooter)
  - Argentine backbreaker rack
  - Big boot
  - Boston crab
  - Chokeslam[3]
  - Cloverleaf
  - Corner clothesline
  - Dropkick
  - Fisherman brainbuster
  - Flapjack kneeling scoop slam
  - Lariat, a veces desde una posición elevada[3]
  - Low blow
  - Scoop brainbuster[1]
  - Scoop slam
  - Shoulder block
  - Varios tipos de suplex:
    - Bridging full Nelson
    - Bridging German[2]
    - Bridging northern ligths[2]
    - Delayed vertical

## Campeonatos y logros
- Michinoku Pro Wrestling
  - MPW Tohoku Junior Heavyweight Championship (1 vez)
  - MPW Tohoku Tag Team Championship (2 veces) - con Jinsei Shinzaki

- Okinawa Pro Wrestling
  - OPW Championship (1 vez)
  - MWF World Tag Team Championship (1 vez) - con Kaijin Habu Otoko

- Osaka Pro Wrestling
  - OPW Tag Team Championship (2 veces) - con Zeus (1) y Zero (1)
  - Tennozan Tournament (2006)